# Afrikaanse grondeekhoorn
De Afrikaanse grondeekhoorn of gestreepte grondeekhoorn (Euxerus erythropus) is een op de grond levende eekhoornsoort uit West-, Noordcentraal- en Noordoost-Afrika.

## Kenmerken
De Afrikaanse grondeekhoorn is groter dan de verwante ongestreepte grondeekhoorn (Xerus rutilus). Hij heeft een peper-en-zoute, zandkleurig bruine vacht aan de bovenzijde, en een wittig grijze vacht aan de onderzijde. Dieren in vochtigere streken hebben een donkerdere vacht. De snuit is lang en stomp. De grijzig bruine pluimstaart is net zo lang als de rest van het lichaam. Over beide flanken loopt een enkele, korte witte streep. Aan de poten zitten lange klauwen om mee te graven. De Afrikaanse grondeekhoorn heeft een kop-romplengte van 30 tot 46 centimeter, een staartlengte van 18,5 tot 27 centimeter en een lichaamsgewicht van 500 tot 1000 gram.

## Leefwijze
De soort graaft meestal zijn eigen hol, maar hij kan ook een aangepast termietenheuvel of een natuurlijke hol tussen de rotsen of boomwortels betrekken. Hij leeft van plantenwortels, graszaden, gevallen vruchten, zaden, noten, de peulen van acacia's, bladeren en dierlijk materiaal. De gestreepte grondeekhoorn legt soms voedselvoorraden aan in een hol of een rotsspleet.

## Verspreiding
De Afrikaanse grondeekhoorn is een algemene, wijdverbreide soort. Hij leeft in open bosgebieden en rotsachtige streken. Ook in landbouwgebieden komt deze eekhoorn voor. Zijn verspreidingsgebied strekt zich uit van Mauritanië en Sierra Leone, via de Sahel en de noordelijke savannes oostwaarts tot het westen van Ethiopië en Kenia. In Oost-Afrika komt de soort samen voor met de ongestreepte eekhoorn. De gestreepte grondeekhoorn leeft dan in meer vochtigere streken.